# Sclerocrangon
Sclerocrangon (лат.) — род морских креветок семейства Crangonidae (Decapoda) из надсемейства Crangonoidea подотряда Pleocyemata. В ископаемом состоянии неизвестны. Типовой вид Sclerocrangon boreas (Phipps, 1774) (ранее Cancer boreas Phipps, 1774).
Встречаются в Тихом и Атлантическом океанах в северном полушарии тропических до полярных вод, но в основном в полярных и умеренных широтах, на глубине от 30 до 819 м. Донные ракообразные. Безвредны для человека, охранный статус не оценивался, некоторые виды являются объектами промысла.

## Классификация
На сентябрь 2024 в состав рода включают 8 видов:
- Sclerocrangon atrox Faxon, 1893
- Sclerocrangon boreas (Phipps, 1774)
- Sclerocrangon derjugini Kobjakova, 1936
- Sclerocrangon ferox (G.O. Sars, 1877)
- Sclerocrangon igarashii Komai & Amaoka, 1991
- Sclerocrangon salebrosa (Owen, 1839)
- Sclerocrangon unidentata Komai & Takeda, 1989
- Sclerocrangon zenkevitchi Birstein & Vinogradov, 1953